# 女囚の掟
『女囚の掟』（ 原題：Caged）は、1950年製作のアメリカ合衆国の映画。日本では劇場未公開。

## ストーリー
マリーは夫の強盗に際して共犯として逮捕され、収監された。早々に妊娠が判明したため、所長のルースの計らいにより、洗濯物のチェック係を割り当てられるも、看守長のハーパーはこれを無視して床掃除を命じる。
その後、割り当てられた仕事を変更したことをルースに言いつけられた、ということでマリーはハーパーから叱られる。マリーには心当たりがなかったものの、近くにいた別の受刑者が自分が知らせたと言う。この受刑者はハーパーの抗議に対してもびくともしなかった。
ところで、この刑務所の中でも古参であるキティ・スタークには支援者がおり、出所者に怪しい仕事を提供することができた。キティからそのことを告げられたマリーは二度と罪を重ねたくないと思っていたたため、キティはこれ以上勧めるのはやめた。
ある日、仮出所の面接が行われるが、ジューンという受刑者は仮釈放を認められなかった。誰かがハーパーにジューンの様子がおかしいと告げるが、あまり相手にしなかった。その後、ジューンが首つり自殺をした。ハーパーはルースからそのことを責められるが、相手にしなかった。
それからして、出産したマリーは母親に我が子を引き取ってほしいと頼むが、夫（マリーのまま父）が反対しているという理由で実現しなかった。その後、マリーの仮出所面接が行われるが落ちてしまった。
ある日、キティの天敵エルヴァイラ・パウエルが入所してくる。しかも、パウエルの組織はハーパーに資金援助をしていた。やがて、キティが独房に入れられる。その後、ある騒ぎで独房に入れられたマリーと入れ替わりに、キティが出てくるが、廃人のようになった姿を見て他の受刑者たちはショックを受ける。
ルースはハーパーの解雇を準備を進めるが、新聞にはあたかもルースが悪いかのように報じられていた。理事会が開かれ、ルースが公聴会を求めたところで、理事たちは沈黙した。そのころ、受刑者たちは独房から出てきたマリーが頭をそられたことに怒り、ハーパーに抗議した。その後の食事で、キティはフォークでハーパーの胸を刺す。
さらにその後、マリーの出所が決まる。マリーはパウエルと会った後、ルースと面談する。ルースはレジ打ちの仕事は偽装ではないかと指摘するが、マリーはまともな仕事に何の意味があるのか？と逆に返す。パウエルの組織の車がマリーを迎えたのを見送った後、ルースは秘書に書類を残すよう指示する。

## キャスト
- メアリー：エリノア・パーカー
- ルース：アグネス・ムーアヘッド
- ジェーン・ダーウェル

## 受賞・ノミネート
| 映画賞・映画祭         | 部門       | 対象               | 結果       |
| ---------------------- | ---------- | ------------------ | ---------- |
| アカデミー賞           | 主演女優賞 | エリノア・パーカー | ノミネート |
| ヴェネツィア国際映画祭 | 女優賞     | エリノア・パーカー | 受賞       |